# Kaiyi E5
Kaiyi E5 (на домашнем рынке: Kaiyi Xuandu) — выпускаемый с 2021 года седан суббренда Kaiyi китайской компании Chery Automobile.

## История
Модель как Cowin Xuandu была представлена в июле 2021 года как модель суббренда Cowin (с 2022 года — Kaiyi) компании Chery Automobile.
Для её разработки материнская компания Chery Automobile использовала конструкцию модели Chery Arrizo 7, выпускавшейся в 2013—2018 годах, серьёзно её модифицировав: двигатель и коробка передач остались те же, но полузависимую заднюю подвеску с торсионной балкой сменила полностью независимая многорычажная. Внешне остались общие пропорции, форма бокового остекления и дверные проемы, но в целом дизайн сильно изменен, светотехника и все наружные панели кузова (кроме крыши) новые. Интерьер полностью новый.
За дизайн отвечал дизайнер Лоуи Вермерш, ранее работавший в итальянской студии Pininfarina, он же разработал дизайн Chery Tiggo 7.
В середине 2022 года в рамках ребрендинга компании с Cowin на Kaiyi автомобиль соответственно был переименован в Kaiyi Xuandu.
На начало 2023 года, с момента выхода на рынок в третьем квартале 2021 года, продажи в Китае составили чуть более 15 тыс. единиц, что является невысоким числом для рынка Китая, но в Китае это не самая дешёвая модель: в топовой версии цена приблизительно 13 тыс. долларов, при том, что престижная на местном рынке Mazda 3 Angkesaila последнего поколения от Changan Mazda, с более мощным 2-литровым мотором в 158 л. с. и 6-ступенчатым «автоматом» стоит 13,8 тыс. долларов.
В июле 2023 года модель прошла незначительный фейслифт: Kaiyi E5 2024 модельного года спереди получила новую решётку радиатора и бампер, а в остальном осталась без изменений.
| Год  | Объём продаж |
| ---- | ------------ |
| 2021 | 3 037        |
| 2022 | 11 717       |
| 2023 | 10 183       |

## В России
С января 2023 года собирается в России как Kaiyi E5 на калининградском заводе «Автотор».
В продажу поступила в марте 2023 года, в самых «богатых» комплектациях Luxury и Luxury Plus. В июне появилась более «простая» комплектация Comfort, а в сентябре добавились комплектация Luxury Sport (отличающаяся от Luxury Plus только передним бампером с декоративными элементами красного цвета) и базовая комплектация Standart.

## Технические характеристики
Габариты: длина — 4666 мм, ширина — 1825 мм, высота — 1483 мм. Колесная база — 2700 мм.
Двигатель — 1,5-литровый 4-цилиндровый турбомотор 1.5 T-GDI (SQRE4T15C) мощностью 156 л. с. (для российской версии дефорсирован до 147 л. с.), такой же что и на кроссовере Chery Tiggo 7.
Коробка передач — 5-ступенчатая «механика» или вариатор CVT9.

## Галерея

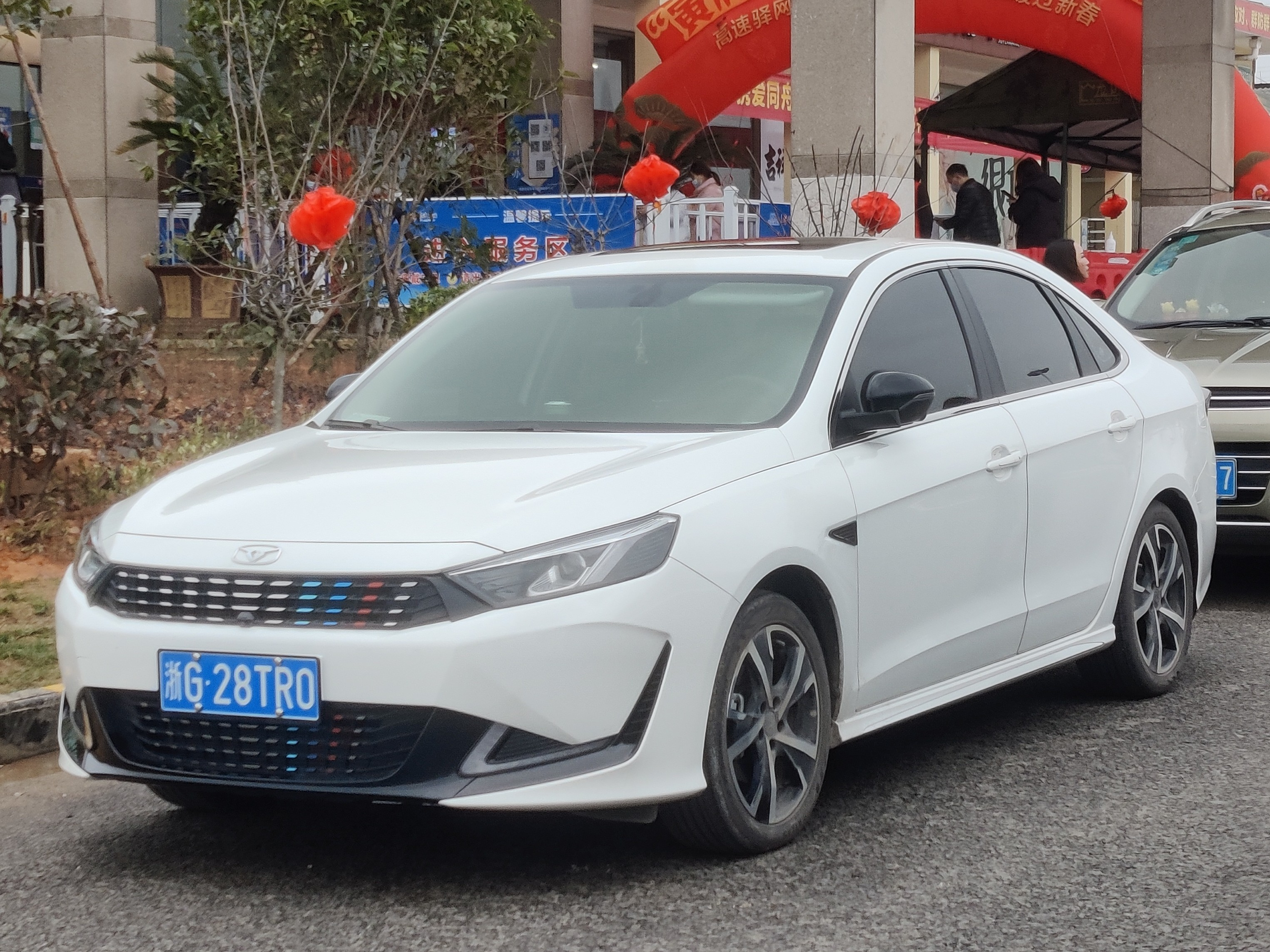
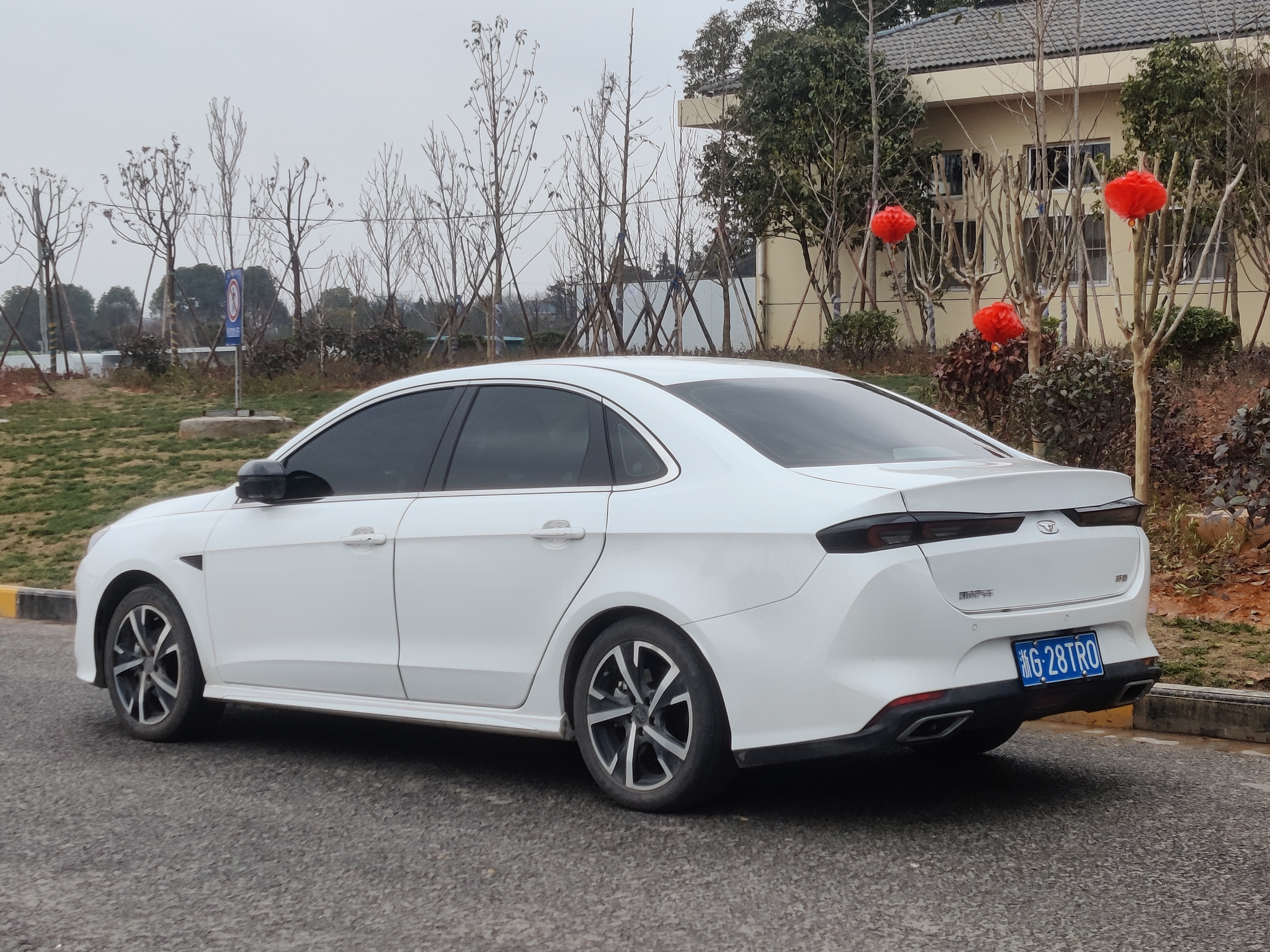